# 磯部力
磯部 力（いそべ つとむ、1944年（昭和19年）7月2日 - ）は、日本の法学者。専門は行政法。特に地方自治、環境法、都市法に関する論考が多い。旧・東京都立大学名誉教授、元立教大学教授。カトリック教徒。
内務官僚で秋田県知事をつとめた磯部巌の三男。慶應大学教授の磯部哲は息子。

## 都立大学退官について
石原慎太郎都知事は2003年8月1日に「新たな都立の大学構想」を発表し、今までの大学改革案を一方的に破棄した。これに抗議する形で、磯部は2004年3月をもって長年勤めた都立大学を退職した。しかしながら、退職時に、名誉教授の称号の授与は受けた。

## 略歴
略歴は以下のとおり。
- 1963年03月 - 暁星高等学校卒業
- 1967年03月 - 東京大学法学部（第一類）卒業
- 1967年04月 - 住友銀行入行
- 1968年03月 - 住友銀行退行
- 1968年12月 - 旧・東京都立大学法学部助手
- 1973年07月 - 旧・東京都立大学法学部助教授
- 1985年04月 - 旧・東京都立大学法学部教授
- 1989年04月 - 旧・東京都立大学教養学部長（1993年3月まで）
- 1993年04月 - 旧・東京都立大学評議員（1997年3月まで）
- 1995年10月 - パリ大学比較法研究所招待教授（1996年6月まで）
- 1997年04月 - 旧・東京都立大学法学部長・社会科学研究科長（2001年3月まで）
- 2004年03月 - 旧・東京都立大学依願退職
- 2004年04月 - 独立行政法人大学評価・学位授与機構特任教授、東京都立大学名誉教授の称号授与
- 2004年10月 - 立教大学法学部法律学科教授
- 2010年04月 - 國學院大學大学院法務研究科教授[3]（2016年3月まで）

## 所属学会
- 日仏法学会（理事）
- 日本土地法学会（理事）
- 日本公法学会（理事）
- 日本自治学会（理事）
- 警察政策学会（会長）

## 社会的活動
- 国地方係争処理委員会委員
- 総務省公害等調整委員会委員
- 国土交通省社会資本整備審議会委員
- 環境省中央環境審議会自然環境保全部会委員
- 厚生労働省社会保障審議会社会保険部会委員
- 人事院国家公務員採用Ⅰ種試験委員
- 行政書士試験委員
- 「（仮称）横浜環状北西線」有識者委員会委員長
- 財団法人計量計画研究所理事
- 財団法人森記念財団理事

## 受賞
- 2012年6月 - 環境保全功労者として環境大臣から表彰を受けた[4]。環境省では、6月の「環境月間」にあわせ、地域環境保全及び地域環境美化に関し特に顕著な功績のあった方、団体に対して、表彰を行っている[4]。
- 2024年4月 - 瑞宝中綬章[5][6]